# Accademia di belle arti di Vienna
L'Accademia delle Belle Arti di Vienna (in tedesco Akademie der bildenden Künste Wien) è l'istituzione per l'alta formazione artistica della capitale austriaca.

## Storia
L'Accademia delle Belle Arti è stata fondata nel 1692 come un'università privata sul modello dell'Accademia di San Luca e dell'Académie de peinture et de sculpture dal pittore reale Peter Strudel, che divenne Praefectus Academiae Nostrae. Nel 1701 fu nominato Freiherr (Barone) del Sacro Romano Impero dall'imperatore Giuseppe I d'Asburgo. Con la sua morte nel 1714 l'accademia ha temporaneamente chiuso.

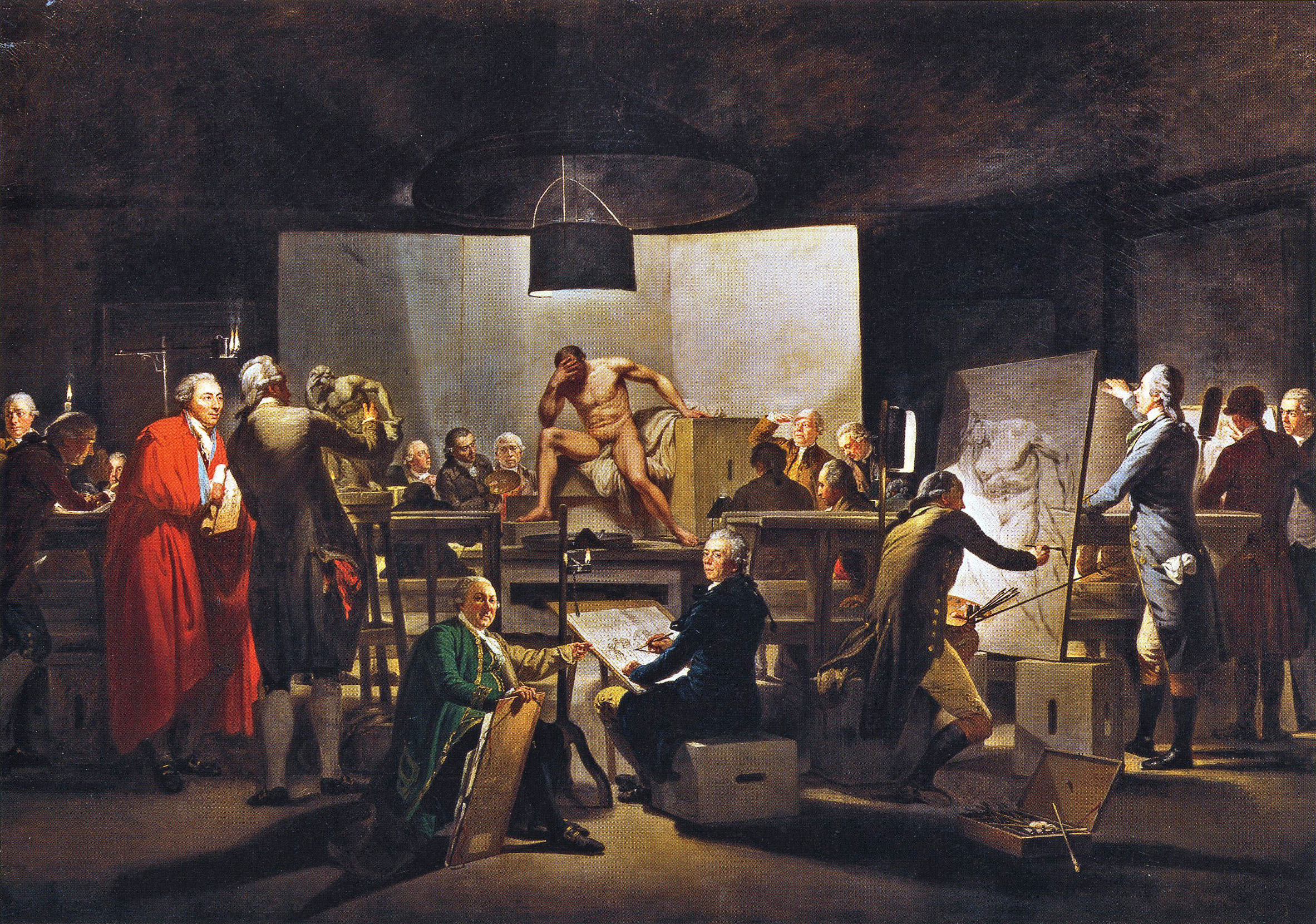
Stanza dei Pittori all'Accademia di Vienna, Martin Ferdinand Quadal, 1787.

Il 20 gennaio 1725 l'imperatore Carlo VI designò il francese Jacob van Schuppen come Prefetto e Direttore dell'Accademia che fu rifondata come k.k. Hofakademie der Maler, Bildhauer und Baukunst (Accademia Imperiale Reale di pittura, scultura e architettura). Dopo la morte di Carlo nel 1740 l'accademia declinò ma durante il regno di sua figlia Maria Teresa un nuovo statuto riformò l'accademia nel 1751. Il prestigio dell'accademia crebbe durante il rettorato di Michelangelo Unterberger e di Paul Troger, e nel 1767 l'Arciduchessa Maria Anna d'Austria e l'Arciduchessa Maria Carolina d'Austria furono fatte primi membri onorari. Nel 1772 ci furono ulteriori riforme della struttura organizzativa. Il Cancelliere Wenzel Anton von Kaunitz-Rietberg integrò tutte le Accademie delle Belle Arti nella k.k. vereinigten Akademie der bildenden Künste (Accademia Unificata Imperiale e Reale delle Belle Arti). La parola "vereinigten" (unificata) fu alla fine tolta.
Nel 1872 l'imperatore Francesco Giuseppe approvò uno statuto che fece dell'Accademia la suprema autorità governativa per le arti. Un nuovo edificio fu costruito secondo i progetti fatti da Theophil Hansen. Il 3 aprile 1877, l'edificio attuale su Schillerplatz nel distretto di Innere Stadt fu inaugurato, i lavori interni, inclusi gli affreschi sul soffitto di Anselm Feuerbach, continuarono fino al 1892. Nel 1907 e nel 1908 fu negata due volte l'ammissione al futuro dittatore tedesco Adolf Hitler. Durante l'Anschluss dell'Austria alla Germania Nazista dal 1938 al 1945, l'accademia fu costretta a ridurre pesantemente il numero del personale ebraico. Dopo la seconda guerra mondiale, l'Accademia fu ricostituita nel 1955 e riconfermata la sua autonomia.

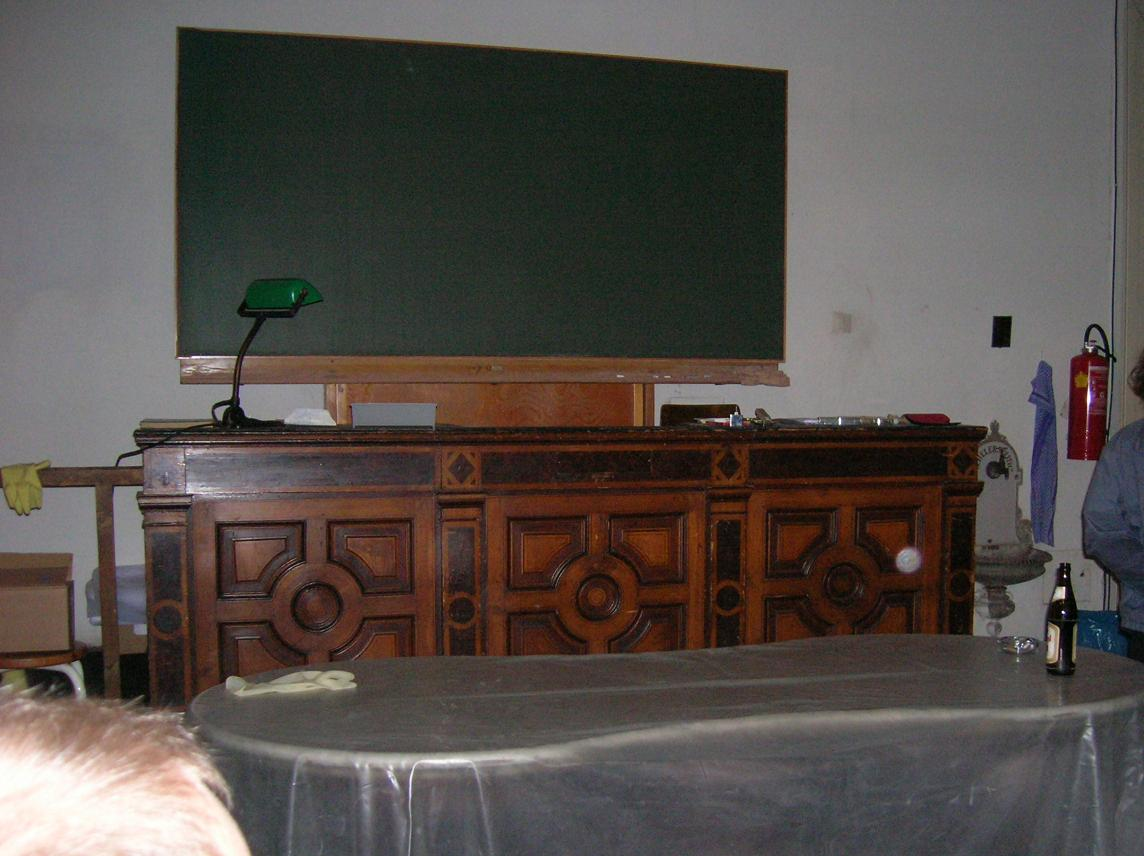
Stanza Anatomica dell'Accademia.

## Struttura
L'Accademia è divisa nei seguenti istituti: 
- Istituto per le Belle Arti, che ospita tredici dipartimenti: Pittura Astratta; Arte e Media Digitali; Arte e Fotografia; Arti e Ricerche; Arte Concettuale; Pittura Contestuale; Spazio Pittorico Espanso; Pittura Figurativa; Arti Grafiche e Tecniche di Stampa; Scultura Oggettiva; Arte e Scultura Preformativa; Video e Video-Installazioni; Scultura Testuale[1]
- Istituto per l'Arte Teorica e Studi Culturali (arte teorica, filosofia, storia);
- Istituto per la Conservazione e il Restauro;
- Istituto per le Scienze Naturali e Tecnologiche nell'Arte;
- Istituto per l'insegnamento nella scuola secondaria (artigianato, design, arte tessile);
- Istituto per l'Arte e l'Architettura.

L'Accademia ha correntemente circa 900 studenti, almeno un quarto di essi è straniero. La sua facoltà include "star" come Peter Sloterdijk. La sua libreria ospita approssimativamente 110 000 volumi e il suo "cabinet di acqueforti" (Kupferstichkabinett) ha circa 150 000 disegni e quadri. La collezione è una delle più grandi in Austria ed è usata per scopi accademici, anche se alcune porzioni sono aperte al pubblico.